# Pietro Ghizzardi
Pietro Ghizzardi (Viadana, 20 luglio 1906 – Boretto, 7 dicembre 1986) è stato un pittore e scrittore italiano.
È noto come esponente della pittura naïf.

## Biografia
Nato a Corte Pavesina, nel Comune di Viadana, da una famiglia contadina, fin da giovane dimostrò passione per la pittura, coltivata dapprima in modo amatoriale. Si trasferì nel 1930 a Cogozzo, altra frazione di Viadana, dove cominciò a dipingere sui muri dei cascinali, e l'anno successivo a Boretto, in provincia Reggio Emilia, dove iniziò la sua attività espositiva e dove prese avvio la sua carriera di pittore. Morì a Boretto nel 1986.

## Attività artistica

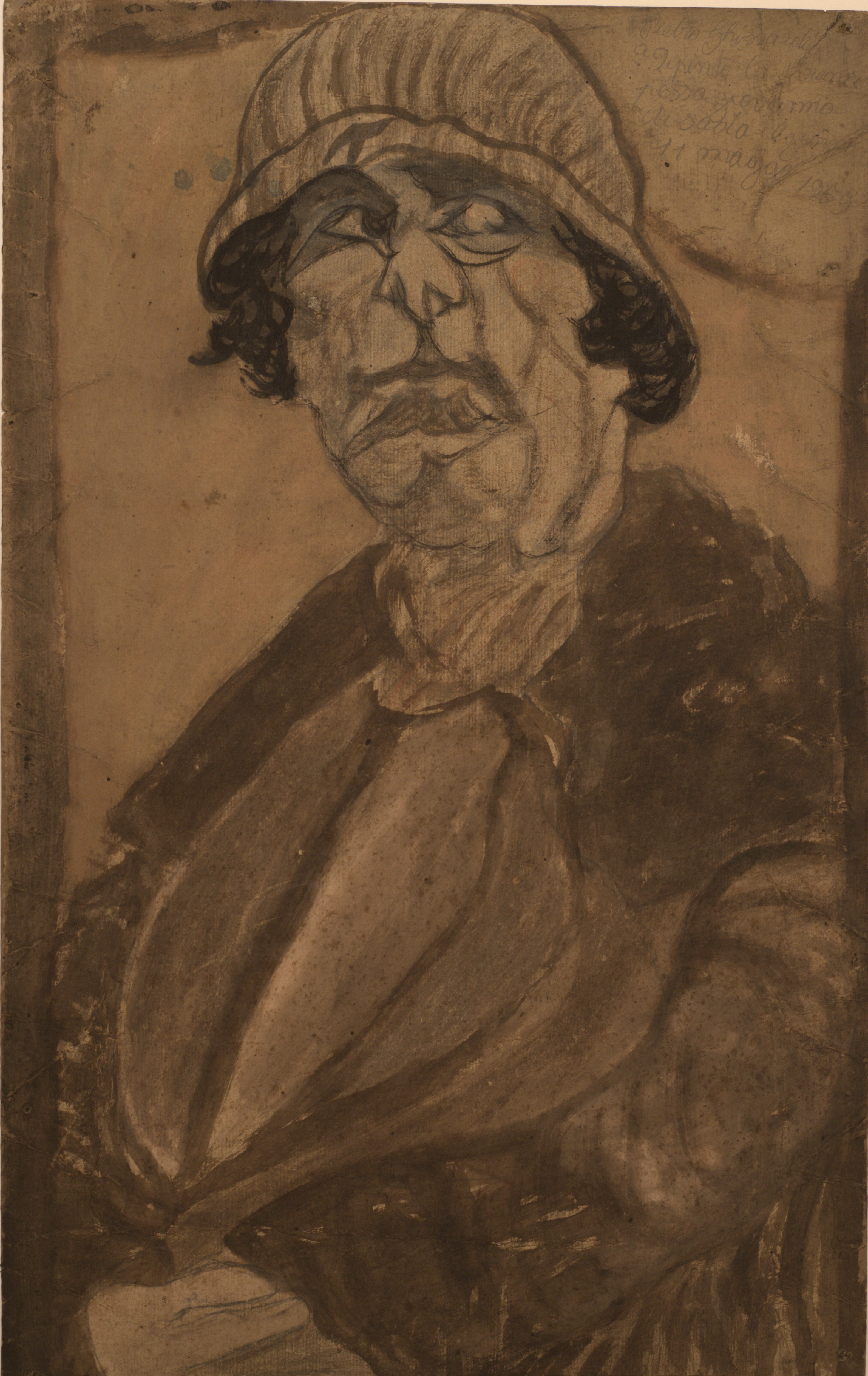
Un quadro di Ghizzardi

La sua pittura, di stile naïf, lo portò ad esporre in varie località del nord Italia. In particolare si ricorda la partecipazione alla "Mostra nazionale dei naïf Città di Luzzara" nel 1968, in occasione della quale venne insignito di una medaglia d'oro da parte del Presidente della Repubblica. A partire dalla fine degli anni novanta le sue opere sono state esposte in alcune mostre d'arte contemporanea in Italia e all'estero: Banditi dell'arte, Parigi (2012), Borderline. Artisti tra normalità e follia. Da Bosch a Dalì, dall'Art Brut a Basquiat, Ravenna (2013), Homage to Henri Rousseau. The World of Naive painters and Outsiders, Tokyo (2013), Fuori Quadro, Bergamo (2013).
Diversi musei e collezioni italiani e stranieri conservano sue opere: il Museo di Laval (Francia), il Museo croato d'arte naïf di Zagabria, il Museo Charlotte Zander a Bönnigheim, in Germania, la Galleria d'arte moderna Ricci Oddi di Piacenza e la Fondazione "Un Paese" di Luzzara.

## Attività letteraria
Nel 1976 pubblicò per Einaudi l'autobiografia Mi richordo anchora, a cura di Gustavo Marchesi e Giovanni Negri con nota introduttiva di Cesare Zavattini, premiata nel 1977 come "Opera prima" al Premio Viareggio. Dal libro l'Ariston ricavò un disco. Nel 1985 dall'autobiografia fu tratto lo spettacolo teatrale omonimo interpretato da Enzo Robutti e curato da Gustavo Marchesi.
Nel 1980 pubblicò A Lilla quattro pietre in immortalate per l'editore Scheiwiller All'Insegna del Pesce d'Oro.
Nel 1986 Giovanni Negri curò la stampa degli inediti Giugliètta e romeo e Il bambino di Viareggio rapito.

## Critica e memoria
Nel 1965 venne realizzato da Film Luce il documentario Pietro Ghizzardi. Pittore Contadino con la regia di Michele Gandin e il commento di Leonardo Sinisgalli, mentre nel 1979 Rai 1 produsse il documentario Mi richordo anchora. Conversazione con Pietro Ghizzardi per il ciclo Le memorie, gli anni, con la regia di Gian Vittorio Baldi.
Nel 1992 venne fondata a Boretto la Casa Museo Pietro Ghizzardi al Belvedere, che ospita opere e manoscritti dell'artista e un archivio.